# Phthiridium orientale
Phthiridium orientale är en tvåvingeart som först beskrevs av Hurka och Povolny 1968.  Phthiridium orientale ingår i släktet Phthiridium och familjen lusflugor.
Artens utbredningsområde är Afghanistan. Inga underarter finns listade i Catalogue of Life.